# Niebezpieczne wizje
Niebezpieczne wizje (tyt. oryg. ang. Dangerous Visions) – antologia krótkich form science fiction, zredagowana przez Harlana Ellisona i wydana w 1967 przez wydawnictwo „Doubleday”. Polską edycję w 2002 wydało wydawnictwo „Solaris”. Wznowienie tej pozycji w wersji limitowanej w twardej oprawie w 2010 r. również przez „Solaris”.
Niebezpieczne wizje to chyba najsłynniejsza antologia w historii fantastyki. Ellison poprosił autorów o napisanie tekstów, które nie mogłyby się ukazać w normalnym obiegu. Zebrał w ten sposób teksty niepokorne, szokujące, ale przełomowe – teksty, które zdefiniowały Nową Falę w fantastyce światowej. Sam Ellison nazwał ją „największą antologią literatury spekulatywnej, jaką opublikowano. (...) Jej celem było wywołanie wstrząsu. Powstała z potrzeby przedstawienia nowych horyzontów, nowych form, nowych stylów, nowych wyzwań literatury naszych czasów.”
Spośród 33 tekstów, napisanych przez 32 autorów, 3 zdobyły najpoważniejsze nagrody w literaturze s-f: 2 Hugo i 2 Nebule (1 tekst, Porzucam kośćmi Fritza Leibera, zdobył obydwie nagrody). Sam redaktor zdobył za antologię specjalną nagrodę Hugo w 1968.
W 1972 wydano kontynuację antologii, pod tytułem Again, Dangerous Visions. Trzeci zbiór o tym tytule The Last Dangerous Visions nigdy się nie ukazał, choć był zapowiadany, a teksty zebrane. Jest to do dziś najsłynniejsza książka fantastyczna, która się nie ukazała.
Antologia stała się inspiracją dla polskiej serii antologii Wizje alternatywne.

## Zawartość

### Niebezpieczne wizje (1967)
- Lester del Rey – Wieczorne nabożeństwo (Evensong)
- Robert Silverberg – Muchy (Flies)
- Frederik Pohl – Dzień po dniu, kiedy przybyli Marsjanie (The Day After the Day the Martians Came)
- Philip José Farmer – Jeźdźcy purpurowej doli (Riders of the Purple Wage) – Nagroda Hugo za najlepszą nowelę
- Miriam Allen deFord(inne języki) – System Malleya (The Malley System)
- Robert Bloch – Zabawka dla Juliette (A Toy for Juliette)
- Harlan Ellison – Łowca w mieście na skraju świata (The Prowler in the City at the Edge of the World)
- Brian W. Aldiss – Noc, podczas której do cna wyczerpał się czas (The Night That All Time Broke Out)
- Howard Rodman – Człowiek, który poleciał na Księżyc... aż dwukrotnie (The Man Who Went to the Moon – Twice)
- Philip K. Dick – Wiara naszych ojców (Faith of our Fathers)
- Larry Niven – Człowiek układanka (The Jigsaw Man)
- Fritz Leiber – Porzucam kośćmi (Gonna Roll the Bones) – Nagroda Nebula za najlepszą nowelę i Nagroda Hugo za najlepszą nowelę
- Joe L. Hensley(inne języki) – Pan Randy, mój syn (Lord Randy, My Son)
- Poul Anderson – Eutopia
- David R. Bunch(inne języki) – Incydent w Moderanie (Incident in Moderan)
- David R. Bunch – Uciekanie (The Escaping)
- James Cross – Domek dla lalek (The Doll-House)
- Carol Emshwiller(inne języki) – Seks i/lub pan Morrison (Sex and/or Mr. Morrison)
- Damon Knight – Czy chcesz, by sławił cię proch? (Shall the Dust Praise Thee?)
- Theodore Sturgeon – Czy gdyby wszyscy mężczyźni byli braćmi, pozwoliłbyś któremuś ożenić się z twoją siostrą? (If All Men Were Brothers, Would You Let One Marry Your Sister?)
- Larry Eisenberg(inne języki) – Co się przydarzyło Augustowi Clarot (What Happened to Auguste Clarot?)
- Henry Slesar(inne języki) – Namiastka (Ersatz)
- Sonya Dorman(inne języki) – Idźcie, idźcie, wołał ptak (Go, Go, Go, Said the Bird)
- John Sladek(inne języki) – Szczęśliwi (The Happy Breed)
- Jonathan Brand(inne języki) – Spotkanie z wieśniakiem (Encounter with a Hick)
- Kris Neville(inne języki) – Wytyczne rządowe (From the Government Printing Office)
- R.A. Lafferty – Kraj wielkich koni (Land of the Great Horses)
- J.G. Ballard – Rekognicja (The Recognition)
- John Brunner – Judasz (Judas)
- Keith Laumer(inne języki) – Próba niszcząca (Test to Destruction)
- Norman Spinrad – Aniołowie raka (Carcinoma Angels)
- Roger Zelazny – Auto-da-Fé
- Samuel R. Delany – Tak, i Gomora (Aye, and Gomorrah) – Nagroda Nebula za najlepszą miniaturę literacką

### Again, Dangerous Visions(1972)
- Harlan Ellison – Wstęp: An Assault of New Dreamers
- John Heidenry – Wstęp 2: The Counterpoint of View
- Ross Rocklynne – Ching Witch!
- Ursula K. Le Guin – Słowo „las” znaczy „świat” (The Word for World Is Forest, Nagroda Hugo za najlepsze opowiadanie)
- Andrew J. Offutt – For Value Received
- Gene Wolfe – Mathoms From the Time Closet
- Ray Nelson – Time Travel For Pedestrians
- Ray Bradbury – Christ, Old Student in a New School
- Chad Oliver – King of the Hill
- Edward Bryant – The 10:00 Report is Brought to You By...
- Kate Wilhelm – The Funeral
- James B. Hemesath – Harry the Hare
- Joanna Russ – Nadchodzą nowe czasy (When It Changed, Nagroda Nebula za najlepszą miniaturę literacką)
- Kurt Vonnegut – The Big Space Fuck
- T. L. Sherred – Bounty
- K. M. O'Donnell – Still-Life
- H. H. Hollis – Stoned Counsel
- Bernard Wolfe – Monitored Dreams and Strategic Cremations
- David Gerrold – With A Finger in My I
- Piers Anthony – In the Barn
- Lee Hoffman – Soundless Evening
- Gahan Wilson – [A spot]
- Joan Bernott – The Test-Tube Creature, Afterward
- Gregory Benford – And the Sea Like Mirrors
- Evelyn Lief – Bed Sheets Are White
- James Sallis – Tissue
- Josephine Saxton – Elouise And The Doctors of the Planet Pergamon
- Ken McCullough – Chuck Berry, Won't You Please Come Home
- David Kerr – Epiphany For Aliens
- Burt K. Filer – Eye of the Beholder
- Richard Hill – Moth Race
- Leonard Tushnet – In Re Glover
- Ben Bova – Zero Gee
- Dean R. Koontz – A Mouse in the Walls of the Global Village
- James Blish i Judith Ann Lawrence – Getting Along
- A. Parra (y Figueredo) – Totenbüch
- Thomas M. Disch – Things Lost
- Richard A. Lupoff – Space War Blues
- M John Harrison – Lamia Mutable
- Robin Scott – Last Train to Kankakee
- Andrew Weiner – Empire of the Sun
- Terry Carr – Ozymandias
- James Tiptree Jr. – The Milk of Paradise